# Шотландская национальная освободительная армия
Шотландская национальная освободительная армия (англ. Scottish National Liberation Army), сокращённо ШНОА (SNLA), известная также как Тартановые террористы (англ. Tartan Terrorists) — шотландская паравоенная организация, выступавшая за выход Шотландии из Великобритании. Деятельность ШНОА была запрещена Правительством Великобритании. Предполагается, что солдат Британской армии Адам Басби, уроженец Пейсли (Ренфрюшир), основал эту организацию в 1979 году после шотландского референдума 1979 года об образовании парламента, результаты которого не были признаны.
В настоящее время популярна теория о том, что ШНОА являлась организацией, действовавшей под фальшивым флагом с целью очернения репутации сторонников шотландской независимости. Причиной тому является факт о засекречивании сроком на 50 лет ряда документов, собранных британским правительством о деятельности Шотландской национальной партии.

## Деятельность
В 1983 году в адрес принцессы Дианы и премьер-министра Маргарет Тэтчер неизвестные отправили посылки с бомбами. Взрывное устройство, отправленное в посылке для Тэтчер, было работоспособным, однако премьер-министра спасли две вещи: во-первых, посылку вскрыл депутат Парламента Роберт Кей, а во-вторых, взрыва не случилось. В 1983 году Басби сбежал в Дублин, спасаясь от правосудия, однако в 1997 году был осуждён британским судом.
В 1993 году Эндрю Макинтош был приговорён к 12 годам тюрьмы за попытку заговора с целью свержения действовавшего шотландского руководства и образования сепаратистского правительства. Высокий суд Абердина заключил, что Макинтош подготовил план с целью посеять панику и подорвать доверие к британцам, по которому собирался установить бомбы в главных офисах нефтедобывающих компаний и отправить заминированные посылки прямо в Скоттиш-офис в Эдинбурге. В 1999 году он был условно-досрочно освобождён, однако в 2004 году был арестован за незаконное хранение огнестрельного оружия и умер в тюрьме.
В 2002 году Черри Блэр стала объектом для атаки ШНОА: ей по почте прислали анонимную посылку, содержавшую сосуд с надписью «Масло для массажа», хотя там хранилась кислота.  Очередная волна отправки посылок с бомбами прокатилась по стране, а массовая проверка началась после анонимного звонка в Скотланд-Ярд. Профессор Пол Уилкинсон признал: «ШНОА время от времени напоминает о себе». В 2006 году появилась информация, что причастный в прошлом к диверсиям Басби может быть экстрадирован в США по обвинению в терроризме, поскольку рассылал электронные сообщения с предложениями о разрушении системы водоснабжения в США.
В феврале 2007 года произошло железнодорожное крушение в Грэйригге, когда поезд компании Virgin Trains по пути из Лондона в Глазго сошёл с рельс. До заключения технической комиссии, которая обнаружила неисправности в конструкции поезда, в адрес шотландских сепаратистов звучали обвинения, даже несмотря на то, что предварительное расследование исключило вероятность саботажа.
В январе 2008 года Уэйн Кук и Стивен Робинсон были арестованы в Манчестере: им выдвинули обвинения в продаже бутылок из-под водки с едкой содой и планировании массового отравления населения. Полиция считала, что они собирались разрушить систему водоснабжения в стране, как аналогично обвиняли Басби в 2006 году, и рассылали письма с угрозами, подписанные ШНОА. Оба получили по шесть лет тюрьмы. Сын Адама Басби, Адам Басби-младший, в июне 2009 года также попал в тюрьму на шесть лет за попытку отправить шесть посылок с опасным содержанием в адрес высокопоставленных лиц, в том числе первого министра Алекса Сэлмонда, депутата Шотландского парламента от Либеральных демократов Майка Рамблза и членов Городского совета Глазго. В посылках были ружейные патроны и записки с угрозами. Полиция связала действия Басби с ШНОА, отследив все его действия через его же мобильный телефон. Басби-старший в июне 2010 года был признан виновным в терроризме и попытке пронести бомбы на несколько трансатлантических рейсов, за что через месяц был приговорён ирландским судом к 4 годам тюрьмы.

## Связанные организации
Шотландская партия свободы (англ. Scottish Freedom Party) считается политическим крылом Шотландской национальной освободительной армии. В 1995 году бывшие члены армии образовали партию вместе с обществом Джона Маклина (англ. John MacLean Society). Партия выступает за прекращение иммиграции англоязычных в Шотландию и признание шотландского гэльского языка государственным в стране.